# Nya centern (partigrupp 1883–1887)
Nya centern var under riksdagarna 1883-1887 beteckningen på en av de frihandelsvänliga partigrupper i andra kammaren som uppstod efter splittringen av Centern. Nya centern hade juristen Sigfrid Wieselgren som ledargestalt. Under den hårdnande tullstriden återförenades Nya centern 1887 med Center-högern till den löst sammansatta gruppen Andra kammarens frihandelsparti, som 1889 konstituerade sig som Andra kammarens center.